# بازگشت جعفر
بازگشت جعفر (به انگلیسی: The Return of Jafar) یا علاءالدین ۲: بازگشت جعفر، انیمیشنی ویدئویی از والت دیزنی محصول سال ۱۹۹۴ است. این فیلم دنبالهٔ انیمیشن علاءالدین (۱۹۹۲) است. بازگشت جعفر اولین انیمیشن بلند ویدئویی دیزنی بود. به دنبال این فیلم در سال ۱۹۹۶ علاءالدین و شاه دزدان ساخته شد.

## داستان
علاءالدین در حال سازگار ساختن خودش با یک زندگی جدید و اشرافی است. در قصر فشار بر روی او برای ازدواج با پرنسس جاسمین زیاد است. بعلاوه پس از آن یاگو (طوطی جعفر) در برابر او ظاهر می‌شود و درخواست کمک می‌کند ولی هیچ‌کس از دیدن او خوشحال نمی‌شود. اما با بازگشت جینی از سفرش به دور دنیا اوضاع شروع به بهتر شدن می‌کند. در این حین راهزنی سبک‌مغز به نام آبیس مال چراغ سیاه جعفر را می‌یابد. با استفاده از ابیس مال جعفر راه را برای بازگشت به آگربا (عقربه) با فکر انتقام از علاءالدین و دوستانش فراهم می‌کند…